# جيسي فولر
جيسي فولر (بالإنجليزية: Jesse Fowler)‏ هو لاعب كرة قاعدة أمريكي، ولد في 30 أكتوبر 1898، وتوفي في 23 سبتمبر 1973.